# Jeroni d'Heredia i Aduart
Jeroni d'Heredia i Aduart (Tortosa, Baix Ebre, 1564 - Barcelona?, Barcelonès, 1612), també conegut com a Hierónymo de Heredia, fou un poeta tortosí dels segles xvi i xvii en llengua castellana.
Fou fill del cavaller Juan de Heredia i d'Aldonça Aduart, casats l'any 1561. El seu pare era nascut a Ezkerekotxa (un paratge a la diòcesi de Salvatierra). Residia a Tortosa com a capità, i va pagar la construcció de la Torre de Sant Joan al delta de l'Ebre. Per la seva banda, la seva mare provenia d'una família rica de mercaders conversos tortosins. Fou apadrinat per Jaume de Terça i per la seva tia Dionísia Aduart. Tingué una germana, Isabel d'Heredia i Aduart, nascuda l'any 1566. La seva mare Aldonça va morir l'any 1569.
L'any 1596 fou nomenat alferes d'una companyia que es va crear a Tortosa per a la defensa de Perpinyà. Durant els primers anys el segle XVII va viure entre Tortosa i Barcelona, i fou allà on es va casar amb Magdalena Setantí, filla del cavaller i literat Joaquim Setantí i Alzina, i amb qui tingueren dos fills: Elisabet d'Heredia i Setantí (nascuda l'any 1609), i Joan Jeroni d'Heredia i Setantí (nascut l'any 1610). Fou armat cavaller l'any 1602. El 1609 fot nombrat veguer reial de Tortosa. Va morir l'any 1612, probablement a Barcelona.

## Obres
Les seves primeres obres literàries daten de l'any 1598. Es tracta d'uns poemes inclosos en unes honres fúnebres que es van celebrar a la ciutat per la mort del rei Felip II. És una obra col·lectiva titulada Muerte y Honras de la majestad del rey Philipe, hechas en la ciudad de Tortosa, a on trobem poemes de diferents literats tortosins com ara Joan Dessí i Queixalós, Duarte Dies i Melcior Figuerola, entre d'altres. L'obra fou redactada per Juan Suárez de Godoy, que llavors era lector de la Seu de Tortosa. Va participar també a algunes justes poètiques, com la que es va celebrar a València l'any 1600 en honor del trasllat de la relíquia de sant Vicent Ferrer, o la de la canonització de sant Raimon de Penyafort celebrada a Barcelona l'any 1601.
L'any 1603 publicà la que és la seva obra més destacada: Guirnalda de Venus casta y el Amor enamorado (Barcelona: Jaume Cendrat). L'obra, dedicada a la virreina Catalina Mendoza de Caraccioli, consta de dues parts: la primera, la Guirnalda, és un cançoner obra del propi d'Heredia, d'influència italianitzant, que conté versions i imitacions de diferents poetes italians de l'època. La segona, Amor enamorado, és una traducció al castellà de la novel·la pastoral publicada l'any 1559 per Antonio Minturno.

## Enllaços a la seva obra
- Guirnalda de Venus Casta y el Amor Enamorado
- Estudis sobre la cultura literària a Tortosa a l'edat moderna, Enric Querol Coll
- Novela Pastoril en la Biblioteca virtual Cervantes
- Guirnalda de Venus Casta en la Biblioteca virtual Cervantes[Enllaç no actiu]